# MARS-Gauche républicaine

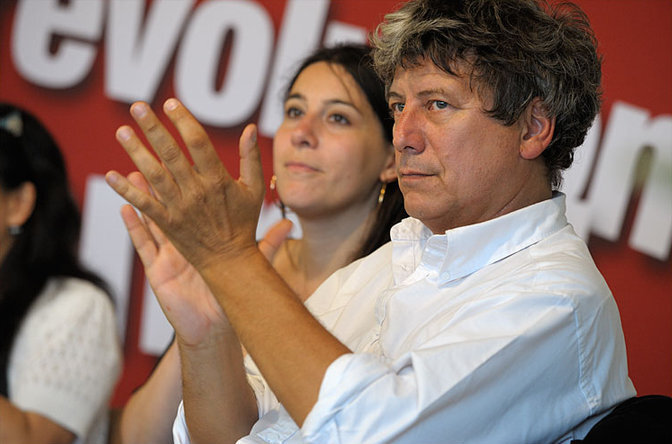
Éric Coquerel, předseda MARS - Gauche républicaine.

MARS-Gauche républicaine (česky MARS-Republikánská levice) bylo francouzské levicově republikánské politické hnutí. Vzniklo v březnu 2007 následkem spojení Hnutí pro sociální a republikánskou alternativu (francouzsky Mouvement pour une alternative républicaine et sociale, MARS), které existovalo od roku 2003 a Republikánské levice (Gauche républicaine, GR).
V listopadu 2008 oznámil předseda hnutí Éric Coquerel splynutí s Levicovou stranou (PG).